# Příkazy
Příkazy (hanácky Přikazê, německy Brikaß) jsou obec o celkové rozloze 1396,88 ha s rozsahem poloh přibližně 220 až 230 m n. m. v krajinné oblasti Hornomoravského úvalu, v rámci administrativně správním v okrese Olomouc náležejícím do Olomouckého kraje na území České republiky. V roce 2018 v obci přibližně 1 300 obyvatel, pro obec je pověřeným úřadem město Olomouc.

## Popis
Obec leží na rozhraní Prostějovské pahorkatiny a Středomoravské nivy protékané řekou Moravou, severozápadně od krajského města Olomouc, přibližně 10 km od jeho centra. Obcí vedena silnice II/635, katastrálním územím vede také úsek dálnice D35 (evropská trasa E442). V obci železniční stanice na trati č. 275 Olomouc – Drahanovice.
Obec má dvě části, sídelní lokalitu Hynkov na katastrálním území 279,31 ha a sídelní lokalitu Příkazy na katastrálním území 1117,59 ha (jména částí obce jsou též názvy katastrálních území). Malá vesnice Hynkov leží na severovýchodě obce, u řeky Moravy, okrajová část lokality v Chráněné krajinné oblasti Litovelské Pomoraví. V části Příkazy stavby lidové architektury, v roce 1995 vyhlášena vesnická památková rezervace.
Zástavba v tzv. ulicové vesnici středověkého původu, stavby typické pro národopisnou oblast Haná, zejména hliněným stavitelstvím, ale i roubené, v řadové zástavbě například hospodářská usedlost čp. 54 nazývaná Kameníčkův grunt (od roku 1991 kulturní památka), zahradnický statek, špaletové stodoly, hliněné zídky zahrad aj.
V roce 1990 tradiční stavby národopisné oblasti Haná začleněny do expozice muzea s názvem Souboru staveb lidové architektury Příkazy, lidově označované „Hanácké skanzen”. Od 11. prosince 2018 pod názvem Hanácké muzeum v přírodě je součástí Národního muzea v přírodě.

## Název
Název vesnice je zřejmě totožný se starým obecným jménem překazy – "překážky".

## Historie
První písemná zmínka o obci pochází z roku 1250 (zapsáno Prekaz), o části Hynkov z roku 1437. V roce 1913 zde jako první na Moravě byla zprovozněna družstevní pekárna. V letech 1919–1921 postaven tzv. Záloženský dům olomouckým stavitelem Janem Hublíkem, tvoří přirozené centrum obce a kulturní zázemí.

## Pamětihodnosti
- Hanácké muzeum v přírodě, součást Národního muzea v přírodě[12]
- kaple sv. Cyrila a Metoděje z roku 1926, projekt brněnský architekt Eduard Göttlicher, stavba v moderním stylu (kubismus) z let 1924–1926, stavitel Josef Brach z Příkaz, nad vchodem pískovcový reliéf „Ukřižování Krista” – sochař Julius Pelikán (1887–1969) (také autor památníku padlým v první a druhé světové válce), od roku 1981 kulturní památka.[15]

## Osobnosti
- Josef Vysloužil (1829–1899), sedlák, starosta obce a moravský zemský poslanec

## Fotogalerie

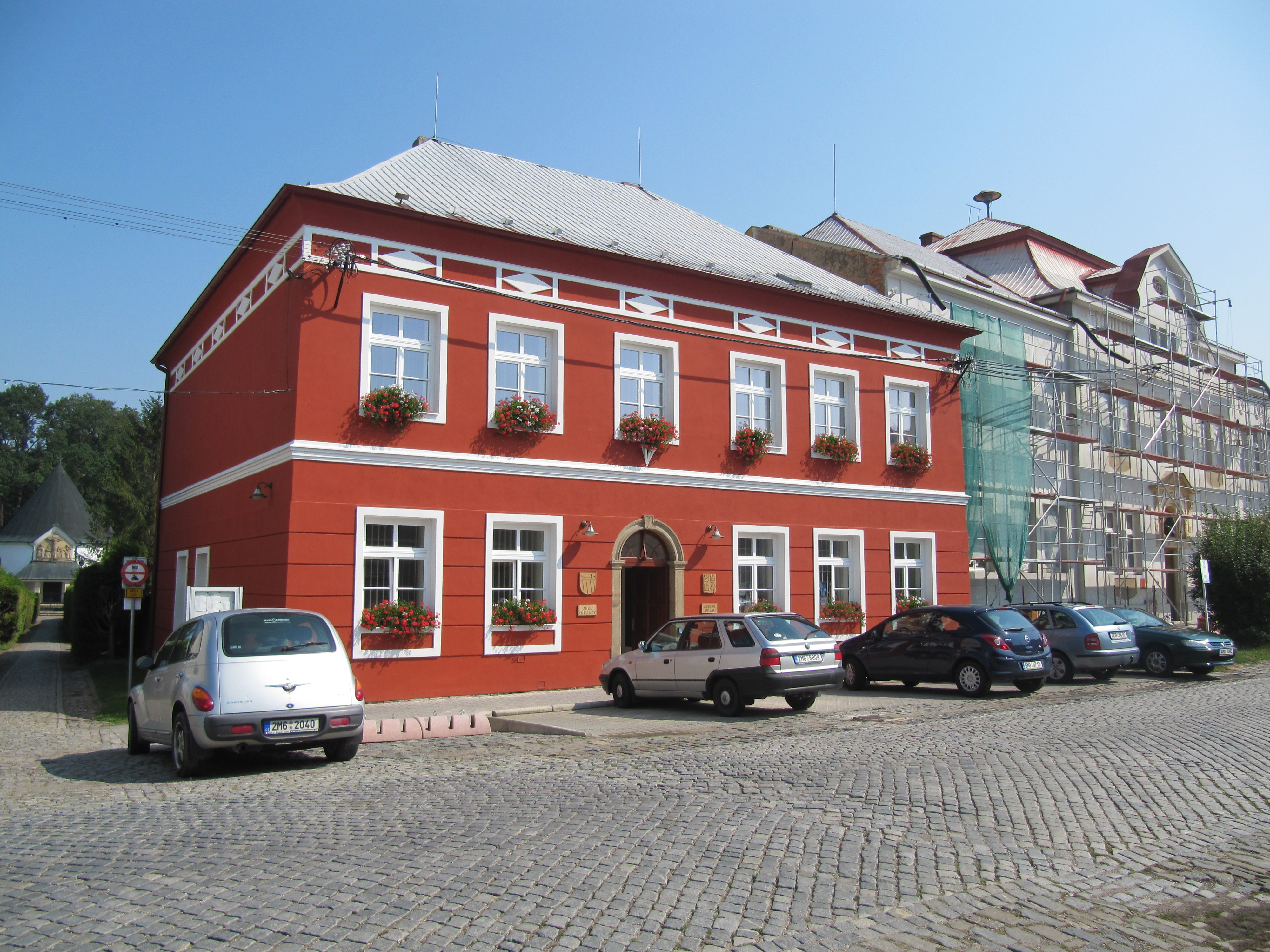
Obecní úřad
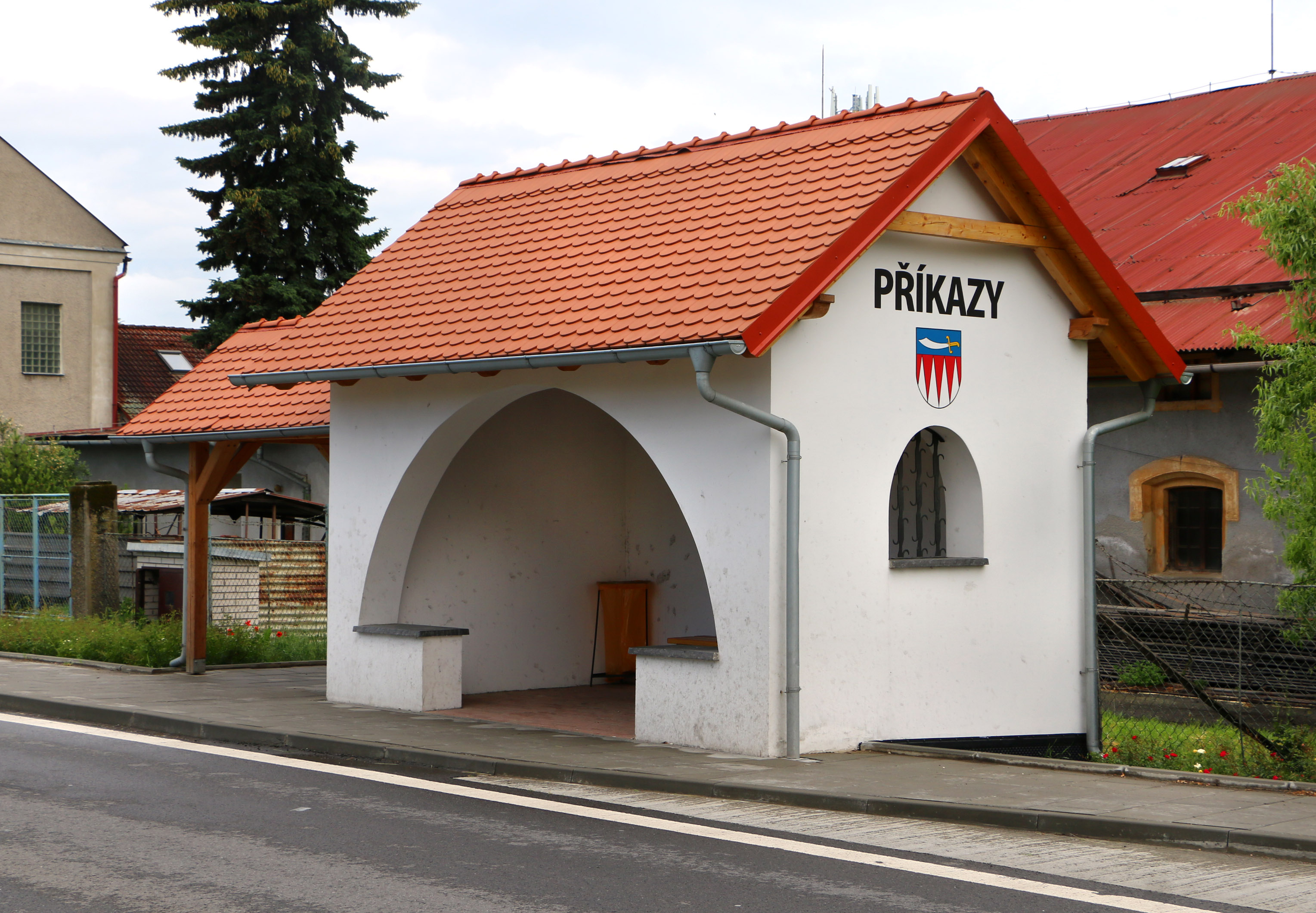
Nová autobusová zastávka
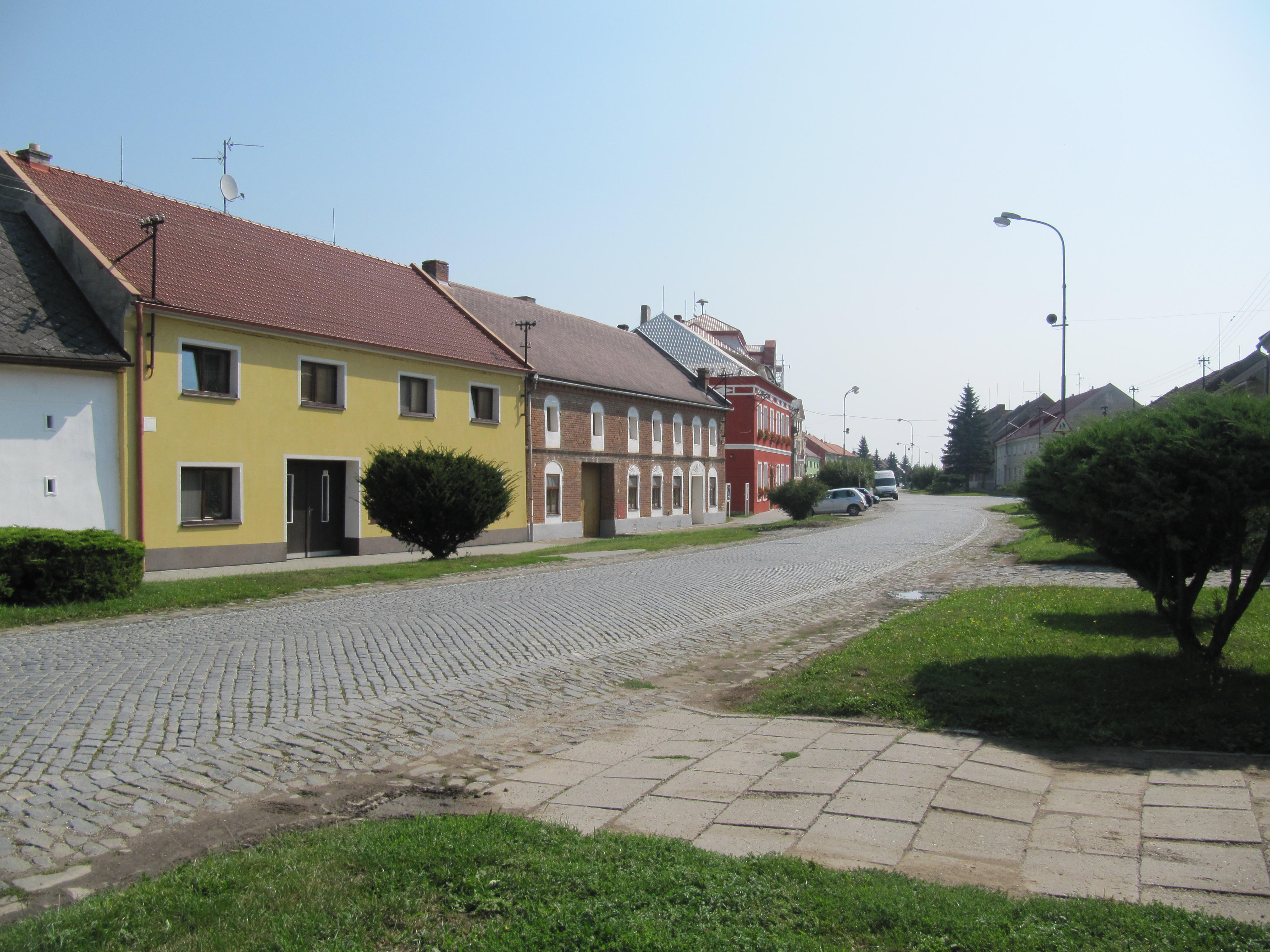
Domy na návsi
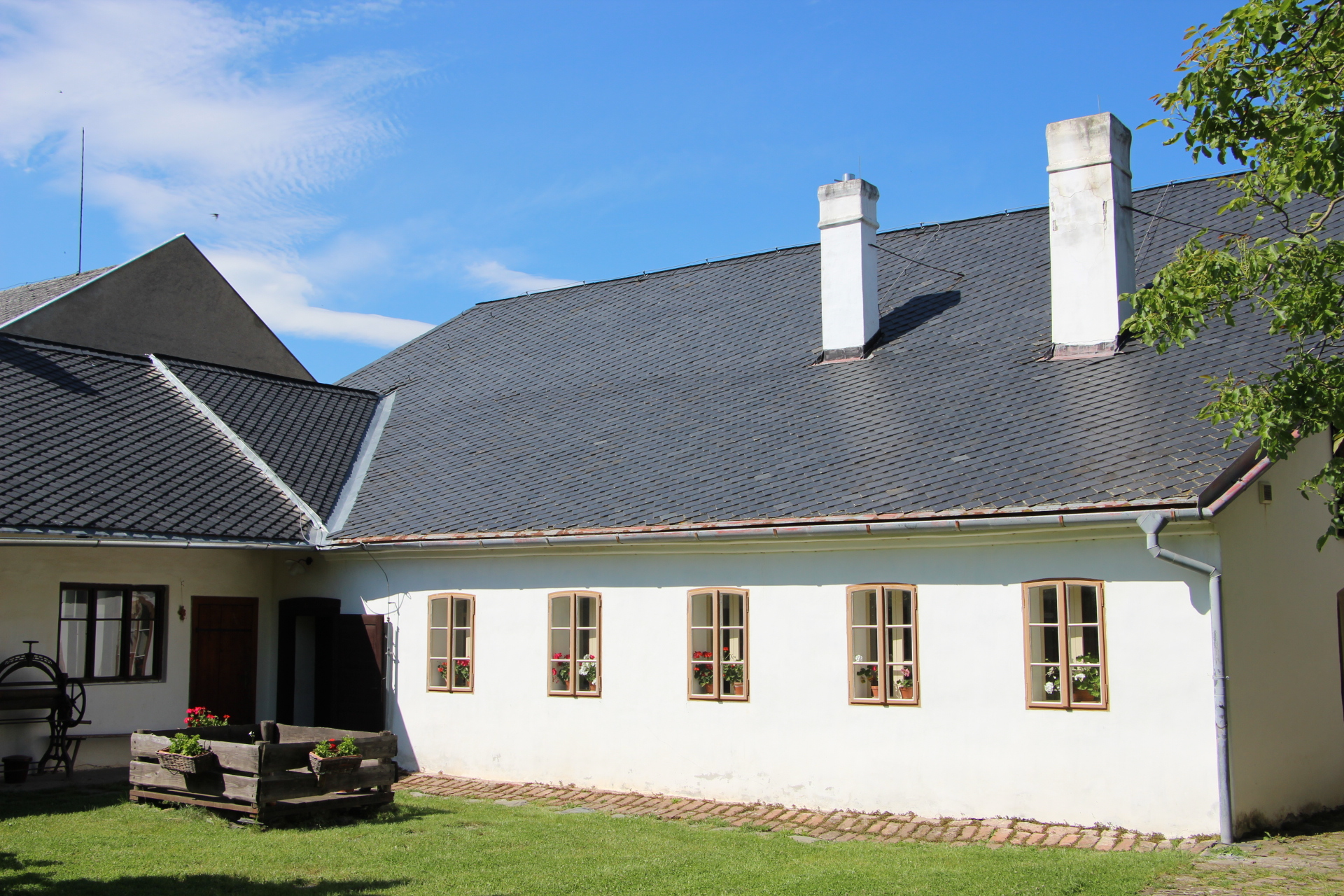
Dvůr Hanáckého muzea v přírodě
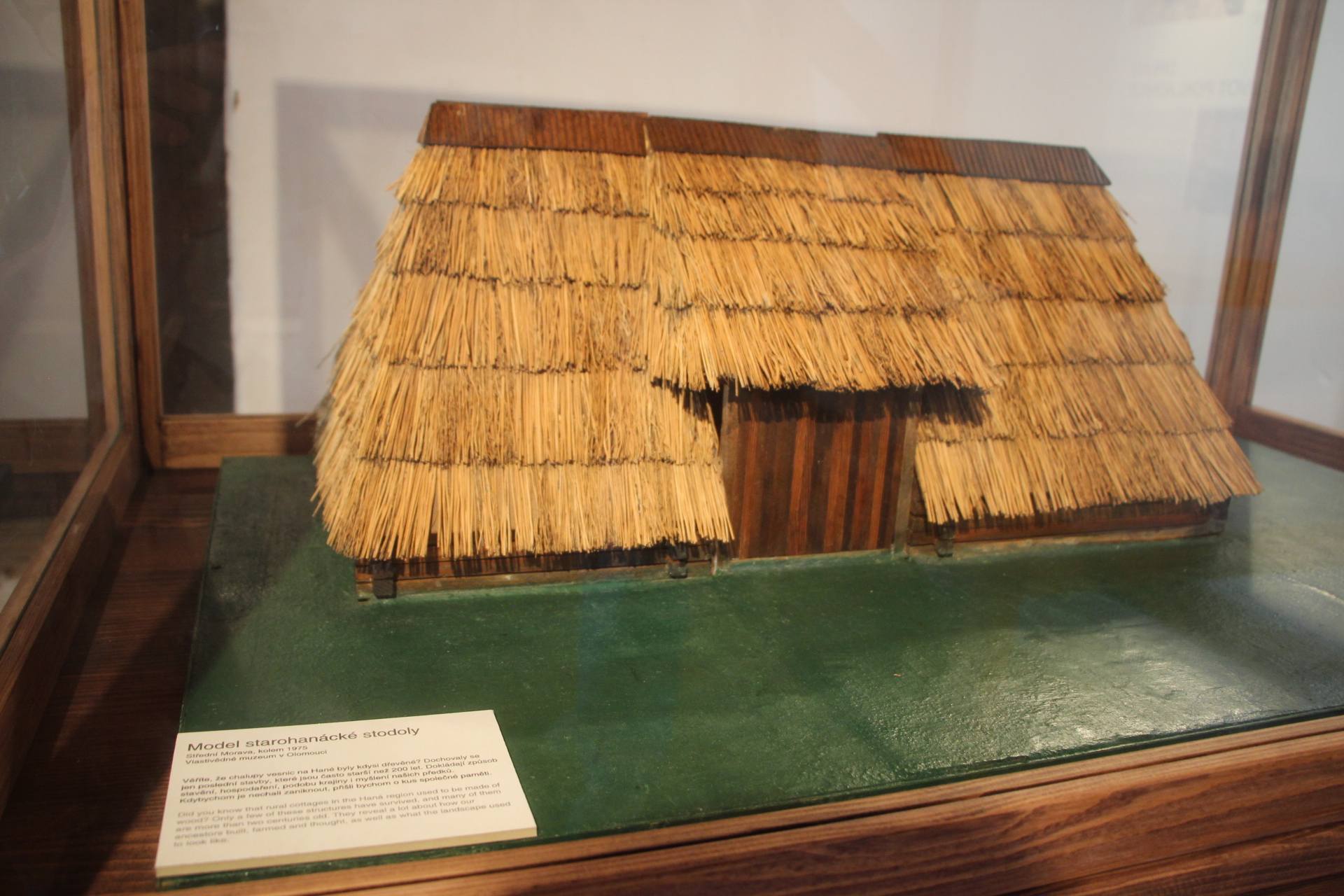
Maketa tradiční hanácké stodoly v muzeu

## Turistika
Obcí vedena zeleně značená turistická trasa Klubu českých turistů, úsek: Náklo – Příkazy (Hanácké muzeum v přírodě) – Skrbeň.